# Nombre de Weber
Le nombre de Weber {\displaystyle (We)} est un nombre sans dimension, utilisé en mécanique des fluides, pour caractériser l'écoulement de fluides à l'interface d'un système multiphasique. Il correspond au rapport des forces d'inertie aux forces de tension superficielle.
Son éponyme est Moritz Weber (1871-1951),, ingénieur en dynamique des fluides allemand.
On le définit de la manière suivante :
{\displaystyle We={\frac {\rho \,v^{2}\,L}{\sigma }}},
où :
- {\displaystyle \rho } est la masse volumique du fluide ;
- {\displaystyle v} est la vitesse du fluide ;
- {\displaystyle \sigma } est la tension superficielle de la goutte ;
- {\displaystyle L} est la longueur caractéristique.

Le nombre de Weber est principalement utilisé pour l'étude d'écoulements diphasiques et la formation de gouttes ou bulles.

## Exemple
D'après Pruppacher and Klett, le diamètre équivalent maximal d'une goutte de pluie est atteint pour un Nombre de Weber d'approximativement 10, ce Nombre de Weber étant bien sûr basé sur le diamètre équivalent maximum de la goutte.
 Effectivement, on peut écrire :

{\displaystyle We={\frac {1,225\times 0,0055\mathrm {m} \times (9,1\mathrm {m} /\mathrm {s} )^{2}}{72,8\ 10^{-3}\mathrm {N} /\mathrm {m} }}=7,66}

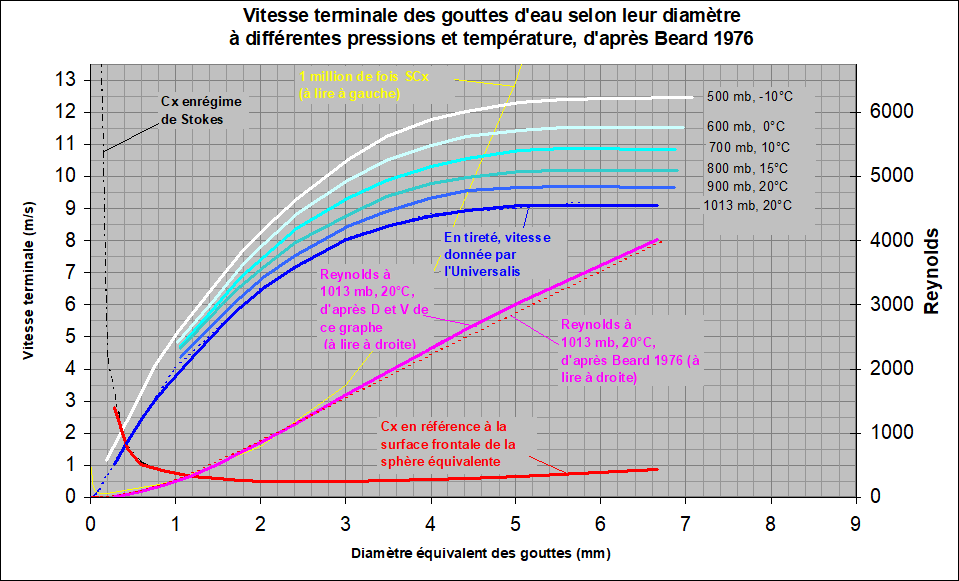
Vitesse de chute des gouttes d'eau selon leur diamètre

Dans cette égalité, 1,225 est la masse volumique de l'air au niveau de la mer en kg/m3, 9,1 m/s est la vitesse des plus grosses gouttes à ce même niveau et 0,005 5 m est le diamètre équivalent des plus grosses gouttes également à ce même niveau, valeurs données par ce graphe.